# Roberto Marchesi
Giovanni Roberto Marchesi (Bergamo, 10 aprile 1966) è un ex biatleta italiano.

## Biografia
Nato nel 1966 a Bergamo, a 21 anni ha partecipato ai Giochi olimpici di Calgary 1988, nello sprint, terminando 33º con il tempo di 27'36"7.
Ai campionati italiani ha vinto un argento nello sprint nel 1988.